# 일본국 황제
일본국 황제(일본어: 日本国皇帝)는 고대부터 쇼와 시대까지 일본에서 사용되던 천황의 칭호 중 하나로, 주로 외교 분야에서 사용되었다.

## 고대의 사용 예시
율령의 의제령에 있어서, 화이에 대한 문서에서는 「황제」라고 칭하는 것이 정해져 있었다. 「화이」의 해석에는 외국, 혹은 일본과 외국 등 다양한 설이 있다. 준인천황기에는 황제의 존호가 주어진 사례가 있다. 덴표호지 2년(758년)에  준닌 천황에게 양위한 고켄 천황은 '보자칭덕효겸황제', 고켄 천황의 아버지인 쇼무 천황은 '승보감신성무황제' 존호를 받았으며 이듬해 쇼무의 아버지인 도네리 친왕이 '숭도진경황제' 존호를 받았다. 이는 당시 권력을 유지하고 있던 후지와라노 나카마로의 당풍 지향에 의한 것으로 보이며, 관직의 당풍 개칭과 동시기에 행해지고 있었던 것으로 보여진다.

## 근현대의 사용 예시
게이오 4년 1월 15일(1868년) 신정부가 외교권을 장악하자 효고항에서 각국 외교단에 일본 군주에게 '천황' 칭호를 사용하도록 전달했고 외교단도 이에 따랐다. 그러나 외국 군주에 대한 '국왕' 칭호의 사용이 외교단으로부터 반발을 받았고 외국 군주들에게 '황제' 칭호를 사용하도록 요구했다. 일본에서는 「황제」 칭호가 중국(청) 군주의 칭호이기 때문에 이를 거절하고 대신 각국 언어의 표기를 그대로 카타카나로 표기하는 방침을 제안했지만, 각국 외교단은 어디까지나 「황제」의 사용을 요구했다. 이대로는 국가대등의 원칙에 의해 외국군주에 대해서도 천황이라 표기해야 하는 사태에 빠질 가능성도 있었다. 결국 메이지 3년(1870년) 8월 「외교서법」을 제정하며 일본의 천황은 「일본국 대천황」으로, 여러 외국의 군주는 「대황제」라고 표기하는 방침이 정해졌다.
그러나 메이지 4년에 청과 체결된 ‘청일수호조약’에서는 양국의 군주 칭호는 표기되어 있지 않다. 이것은 청 측에서 천황호가 황제조차 존경하는 삼황오제 중 하나인 '천황씨'와 동일한 것이기에 군주호로는 인정되지 않는다고 난색을 보였기 때문이었다. 메이지 6년 1월(1873년)경부터는 점차 외교문서에서 「황제」의 사용이 일반화되었지만, 이것은 대중국 외교에서 「천황」호를 사용하지 않은 것이 다시 칭호에 관한 논의를 불러일으키는 것을 당시의 정권이 우려했기 때문이라고 추측되고 있다. 이 시기 이후, 외국으로부터의 조약문 등에서도 「Mikado」나 「Tenno」의 사용은 감소하고 「Emperor」가 사용되게 되었다.
이 이후, 천황호 외에 황제호의 사용도 행해져, 민선의 사의헌법이나 원로원의 「 일본국헌안」등에서도 황제호가 군주호로서 채용되고 있다. .또한 육군법의 참군관제나 사단사령부조례에서도 황제호를 사용하고 있다. 정부 내에서도 통일한 견해는 없었지만, 메이지 22년(1889년) 황실전범 제정시에 이토 히로부미의 재정으로 「천황」호로 통일한다는 결론이 내려졌고, 대일본제국 헌법에서도 답습되고 있다. 이토는 외교상에서도 천황호를 사용해야 한다고 주장했지만, 같은 해 5월에 추밀원 서기관장인 이노우에 다케시가 외무성에 대해 내린 견해에서는 「대보령」을 근거로 외교상에 「황제」호를 사용하는 것은 옛부터 내려온 전통이라고 하고 있다. 이 방침은 널리 알려지지 않은 것 같고, 나중에 육군도 같은 내용의 문의를 하고 있었다.
다이쇼 10년 4월 11일의 다이쇼 10년 칙령 제38호에서 외국 군주를 황제라고 기재하는 태정관들은 폐지되었지만, 이후의 조약 등에서도 국왕이나 천황에 대하여 황제의 칭호가 사용되고 있다.
일본국 내에서는 대부분 '천황'호가 사용되었으나 '일노전쟁선전사칙' 등 일부 사서 ·법률로 황제호의 사용이 이루어졌다. 다이쇼 시대까지는 특히 큰 문제가 되지 않았지만, 쇼와 시대부터 국체명징운동이 활발해지자 쇼와 8년(1933년)에는 외교상에서도 「천황」호를 사용해야 한다는 논의가 일어났다. 외무성은 조약의 일본어 번역에 대해서만 「천황」호를 사용하되 특별히 발표는 하지 않는 것으로 해결하려고 했지만, 미야우치성내의 기관지의 기사가 신문사에 이를 기재하며 쇼와 11년(1936년) 4월 19일에 크게 발표를 할 수밖에 없었다.  다만, 외국어에서는 종래와 같이 처리되었다.
1935년 12월 21일 공포된 쇼와 10년 조약 제9호 국제 위생 조약의 단계에서는 「황제」라고 표기되고 있었지만, 1936년 5월 11일 공포된 쇼와 11년 조약 제3호 외설 간행물 노유포급거래노금지노위노국제조약에서는 「천황」으로 표기가 되어 있다.

## 참고 문헌
- 島善高 (1992). “近代における天皇号について”. 《早稻田人文自然科學研究》 (早稲田大学社会科学部学会) 41: 265-314. 120000793354에 확인함. 다음 글자 무시됨: ‘和書’ (도움말); 島善高 (1992). “近代における天皇号について”. 《早稻田人文自然科學研究》 (早稲田大学社会科学部学会) 41: 265-314. 120000793354에 확인함. 다음 글자 무시됨: ‘和書’ (도움말);